# Rolf Geffken

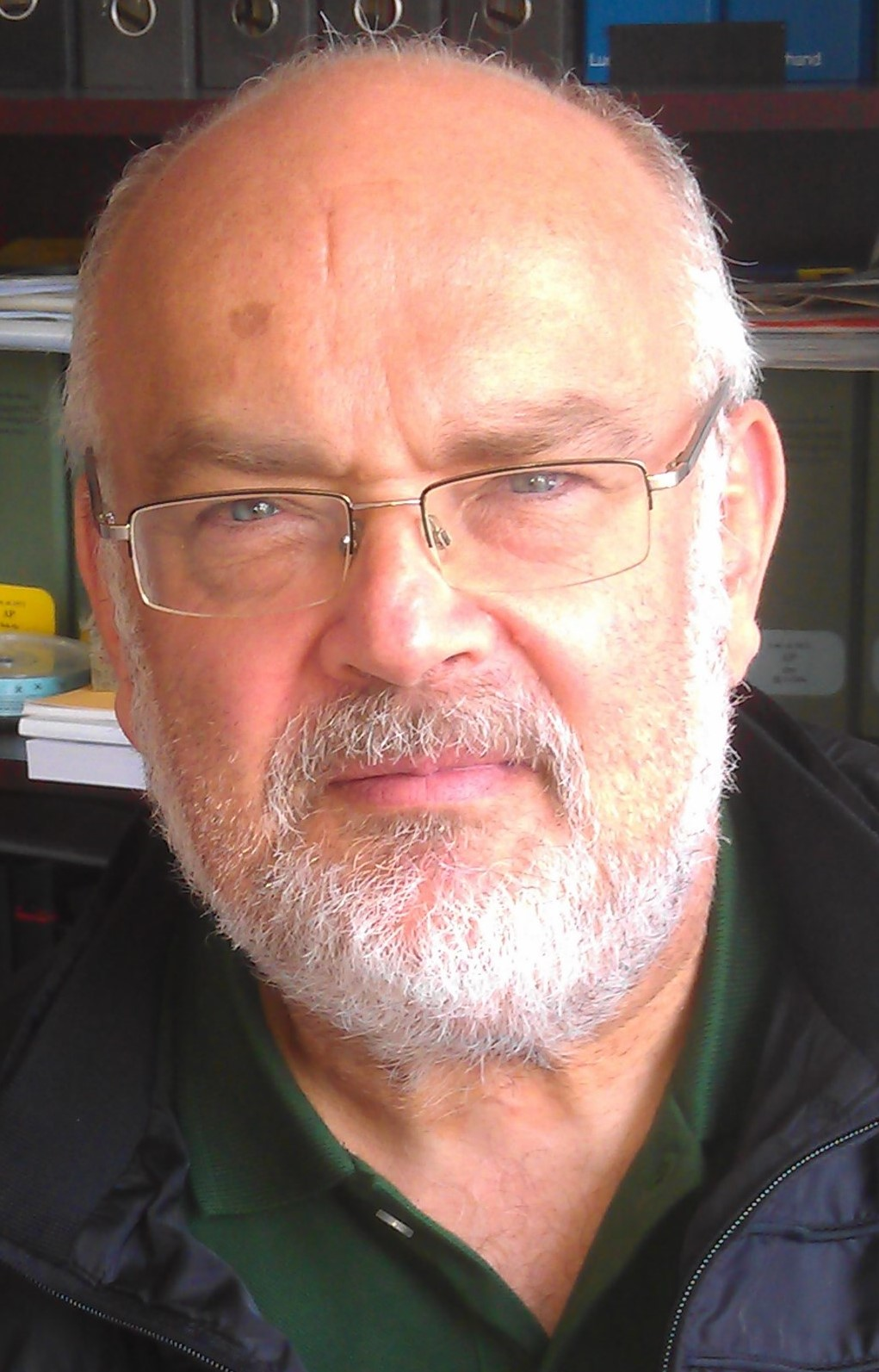
Rolf Geffken (2017)

Rolf Geffken (* 12. Februar 1949 in Wingst; † 26. April 2023) war ein deutscher Rechtsanwalt für Arbeitsrecht, Autor und Verleger. Er war Experte für internationales Seerecht.

## Leben
Geffkens Vater war Karl Geffken, Oberstudiendirektor in Bremerhaven, Sohn des Organisten und Lehrers Johann Geffken in Geversdorf und Urenkel des Gemeindevorstehers von Westerwede, Hinrich Geffken, der 1902 die Aufgebotserklärung der Eheleute Clara Westhoff und Rainer Maria Rilke unterzeichnete.
Er legte 1967 am Gymnasium der Theodor-Storm-Schule in Bremerhaven das Abitur ab und begann im Oktober 1967 das Studium der Rechtswissenschaft an der Universität Hamburg. 1972 legte er die Erste juristische Prüfung und 1976 die Große juristische Staatsprüfung am Oberlandesgericht Hamburg ab. Nach bestandenem erstem Examen sollte ihm Anfang 1973 zunächst die Verbeamtung als Referendar wegen des Radikalenerlasses verwehrt werden. Es kam zu landesweiten und internationalen Protesten, vor allem seitens der Jungsozialisten und der Gewerkschaft ÖTV. Als Gründe wurden vom damaligen Justizsenator Seeler Geffkens Mitgliedschaft im MSB Spartakus, das von ihm verfasste Buch „Klassenjustiz“ und ein hektographiertes Papier unter dem Titel „Arbeitsrecht im Kapitalismus“ genannt. Der Erste Bürgermeister Peter Schulz verkündete jedoch auf einem Landesparteitag der Hamburger SPD, dass Geffken dennoch verbeamtet werde.
1978 wurde er mit einer Arbeit zum Thema „Seeleutestreik und Hafenarbeiterboykott – Rechtsprobleme des Arbeitskampfes an Land und auf See“ an der Universität Bremen bei Reinhard Hoffmann promoviert. Im Februar 1977 erfolgte in Hamburg seine Zulassung zur Anwaltschaft. Seit 1984 führte er die Zusatzbezeichnung Fachanwalt für Arbeitsrecht.

## Berufliche Tätigkeit
Als Rechtsreferendar war er stellvertretender Vorsitzender eines Personalrats in der Hamburger Justizverwaltung und arbeitete nebenamtlich als Referent in der gewerkschaftlichen Bildungsarbeit für die Gewerkschaften ÖTV und DAG, ab 1977 auch als Lehrbeauftragter für Arbeitsrecht an der Hamburger Hochschule für Wirtschaft und Politik und als Dozent an verschiedenen Gewerkschaftsschulen, aber auch an der Universität Hamburg und der Universität Oldenburg.
Er vertrat vorwiegend Arbeitnehmer, Betriebsräte, Personalräte und Gewerkschaften, aber auch Seeleute und Migranten. In zahlreichen Kampagnen und Petitionen setzte er sich für die besonderen Belange ausländischer Seeleute ein und gründete ein entsprechendes Beratungszentrum.
Im Zusammenhang mit der geplanten Einführung des Internationalen  Seeschifffahrtsregisters (ISR) wurde er auf Antrag der Fraktion der Grünen 1988 vom Verkehrsausschuss des Bundestages als Sachverständiger angehört und sprach sich vor allem aus sozialpolitischen und verfassungsrechtlichen Gründen gegen das Projekt aus.
Seit 1995 hielt er Vorträge an zahlreichen Universitäten Asiens, so in Manila, Taipei, Poona, Guangzhou und Beijing, organisierte die erste deutsch-chinesische Konferenz zum Arbeitsrecht 2004 in Guangzhou und die erste deutsch-chinesische Anwaltskonferenz 2008 in Tianjin.
Er war mehrere Jahre Mitglied des Runden Tisches beim Deutsch-Chinesischen Rechtsstaatsdialog im Bundesjustizministerium. Die wegen seiner Kritik an der chinesischen Rechtsentwicklung erfolgte Blockierung seiner Website durch die chinesische Regierung war Gegenstand von zwei Anfragen des Abgeordneten und ehemaligen Richters am Bundesgerichtshof Wolfgang Nešković im Deutschen Bundestag.

## Politiker
1983 trat er der Grün-Alternativen-Liste in Hamburg bei und war bis 1990 Mitglied des dortigen Landesvorstands. Von 1986 bis 1988 war er Abgeordneter in der Bezirksversammlung Hamburg-Eimsbüttel. 1990 verließ er die Partei und trat 1992 der SPD bei, wo er seit 1992 im Kreisverband Harburg aktiv war. 2004 beteiligte er sich wegen der Agenda 2010 am Aufbau der „Wahlalternative Arbeit und soziale Gerechtigkeit“ (WASG) in Hamburg. Seit der Fusion der WASG mit der PDS zur Partei Die Linke war er dort Mitglied. 2005 kandidierte er als Direktkandidat des Wahlkreises Cuxhaven-Osterholz zum Bundestag, 2008 als Direktkandidat des Wahlkreises Cuxhaven zum niedersächsischen Landtag.

## Privates
Er war verheiratet und Vater von zwei Kindern. Seine Tochter ist die in den Philippinen lebende Opernsängerin Gerphil-Geraldine Flores-Geffken. Einer seiner Brüder ist der emeritierte Professor für pharmazeutische Chemie an der Universität Hamburg Detlef Geffken.

## Veröffentlichungen
- Klassenjustiz. Verlag Marxistische Blätter, Frankfurt/Main 1972.
- Seeleutestreik und Hafenarbeiterboykott. Rechtsprobleme des Arbeitskampfes an Land und auf See. Verlag Arbeiterbewegung und Gesellschaftswissenschaft, Marburg 1979, ISBN 3-921630-17-7.
- Recht und Arbeit in der Dritten Welt. Beispiel Philippinen. VWB-Verlag, Berlin 1995, ISBN 3-86135-024-6.
- Arbeit in China. Nomos Verlag, Baden-Baden 2004, ISBN 3-8329-0653-3.
- Der Preis des Wachstums: Arbeitsbeziehungen & Arbeitsrecht in der Volksrepublik China. VSA-Verlag, Hamburg 2005, ISBN 3-89965-155-3.
- Streik auch in China?: Ein Deutsch-Chinesischer Dialog über Koalitionsfreiheit, Gewerkschaften & Arbeitskampf. VAR-Verlag, Cadenberge 2011, ISBN 3-924621-07-1.
- Das Chinesische Arbeitsvertragsgesetz: The New Chinese Labour Contract Law – Neu kommentierte Ausgabe (Alternative Rechtswissenschaft). 4. Auflage. VAR-Verlag, Cadenberge 2014, ISBN 3-924621-08-X.
- Arbeit und Arbeitskampf im Hafen: Zur Geschichte der Hafenarbeit und der Hafenarbeitergewerkschaft. Edition Falkenberg Verlag, Rotenburg (Wümme) 2015, ISBN 3-95494-053-1.
- Kampf ums Recht: Beiträge zum komplizierten Verhältnis von Politik, Arbeit und Justiz. VSA-Verlag, Hamburg 2016, ISBN 3-89965-743-8.
- Umgang mit dem Arbeitsrecht – Ein Handbuch für Beschäftigte. Mit einem Vorwort von Rudolf Dreßler. 3. Auflage. VAR-Verlag, Cadenberge 2019, ISBN 978-3-924621-19-3.
- Mein China: China sehen ist anders – Licht & Schatten im Reich der Mitte. VAR-Verlag, Cadenberge 2021, ISBN 978-3-924621-20-9.

### Publikationen in Fachzeitschriften
- Internationales Seeschifffahrtsregister verstößt gegen geltendes Recht. In: Neue Zeitschrift für Arbeitsrecht (NZA). Nr. 3. Verlag C.H.Beck, München 1989, S. 88–92 (Digitalisat [abgerufen am 16. Juni 2019] Inhaltsverzeichnis des Heftes).
- Rechtsreinheit als Substanzverlust – Zur Kritik W. R. Beyers am Rechtspositivismus Hans Kelsens – Vorschläge für einen Neuzugang zur Rechtsphilosophie. In: Archiv für Rechts- und Sozialphilosophie (ARSP). Band 79, 4. Quartal, Nr. 4. VAR-Verlag, 1993, ISBN 3-924621-13-6, S. 536–543.
- Mitbestimmung bei „Zielvereinbarung“. In: Der Personalrat. Nr. 12. Bund-Verlag, Frankfurt am Main 1997, S. 518 ff.
- Zielvereinbarung – Eine Herausforderung für das Personalwesen und Arbeitsrecht. In: Neue Zeitschrift für Arbeitsrecht (NZA). Nr. 19. Verlag C. H. Beck, München 2000, S. 1033–1038 (Digitalisat [abgerufen am 16. Juni 2019] Inhaltsverzeichnis des Heftes).
- Gegen die schleichende Individualisierung von Arbeitnehmerrechten. In: Arbeitsrecht im Betrieb. Nr. 9. Bund-Verlag GmbH, Frankfurt am Main 2007, S. 514 ff. (Digitalisat [PDF; abgerufen am 16. Juni 2019] Text auf www.archiv.labournet.de).
- Anwälte: Motor des Deutsch-Chinesischen Dialogs – Die 1. Deutsch-Chinesische Anwaltskonferenz. In: Zeitschrift für Chinesisches Recht (ZChinR). Band 15, Nr. 4, 1. Oktober 2008, S. 350–353 (Digitalisat [PDF; 107 kB; abgerufen am 16. Juni 2019]).
- Gibt es Grenzen einer Reform des Personalvertretungsgesetzes? Visionen einer Mitbestimmung im öffentlichen Dienst. In: Der Personalrat. Nr. 10. Bund-Verlag, Frankfurt am Main 2009, S. 390 ff. (Digitalisat [PDF; 147 kB; abgerufen am 18. Juni 2019]).
- Vom Kampf gegen Werkverträge: Das Fallbeispiel VW-Konzern. Ein Zwischenbericht. In: Kritische Justiz. Nr. 2. Nomos Verlag, Baden-Baden 2014, S. 196–206 (Digitalisat [PDF; 146 kB; abgerufen am 16. Juni 2019]).
- Die junge Arbeitnehmerkoalition im Statusverfahren. In: Recht der Arbeit (RdA). Nr. 3. Verlag C. H. Beck, 2015, S. 167 ff. (Digitalisat [abgerufen am 16. Juni 2019] Inhaltsverzeichnis/Abhandlungen des Heftes).

### Publikationen im Niederdeutschen Heimatblatt
- Das Lehrer- und Organistenhaus in Geversdorf. Zeugnis eines Schulmeisterlebens auf dem Land am Anfang des 20. Jahrhunderts. In: Männer vom Morgenstern, Heimatbund an Elb- und Wesermündung e. V. (Hrsg.): Niederdeutsches Heimatblatt. Nr. 774. Nordsee-Zeitung GmbH, Bremerhaven Juni 2014, S. 3 (Digitalisat [PDF; 2,3 MB; abgerufen am 16. Juni 2019]).
- In den 1950er Jahren am Leher Güterbahnhof. Erinnerungen an eine Kindheit zwischen Elbe und Weser. In: Männer vom Morgenstern, Heimatbund an Elb- und Wesermündung e. V. (Hrsg.): Niederdeutsches Heimatblatt. Nr. 789. Nordsee-Zeitung GmbH, Bremerhaven September 2015, S. 3–4 (Digitalisat [PDF; 377 kB; abgerufen am 3. August 2020]).
- „Ich werde niemals Nazi!“ 1940 wurde der Cuxhavener Kapitän Karl Alexander im KZ ermordet. In: Männer vom Morgenstern, Heimatbund an Elb- und Wesermündung e. V. (Hrsg.): Niederdeutsches Heimatblatt. Nr. 813. Nordsee-Zeitung GmbH, Bremerhaven September 2017, S. 3–4 (Digitalisat [PDF; 3,4 MB; abgerufen am 13. Juli 2019]).
- Nazigegner im Dorf – Stiller Widerstand gegen den Naziterror in Cadenberge. In: Männer vom Morgenstern, Heimatbund an Elb- und Wesermündung e. V. (Hrsg.): Niederdeutsches Heimatblatt. Nr. 854. Nordsee-Zeitung GmbH, Bremerhaven Februar 2021, S. 3–4 (Digitalisat [PDF; 3,4 MB; abgerufen am 8. März 2021]).

### Romane
- Shanghai Angel in Germany. Schardt Verlag, Oldenburg 2010, ISBN 978-3-89841-538-5.
- Verdammt in alle Kindheit. Isensee Verlag, Oldenburg 2020, ISBN 978-3-7308-1631-8.

### Erzählband
- Seeleute vor Gericht: Authentische Erinnerungen eines Anwalts aus den 1980er Jahren (acht Grad Ost hinterm Deich). Fachverlag NW in Carl Ed. Schünemann KG, Bremen 2011, ISBN 3-86918-050-1.
- Einspruch im Namen der Arbeit. Geschichten aus dem Anwaltsleben eines 1968ers. Mit einem Vorwort von Gregor Gysi. Thüringer Kommunalverlag, Arnstadt 2021, ISBN 978-3-945068-37-3.

### Biographien
- Ein Norddeutsches Jahrhundert. Arbeit und Leben des Bremerhavener Schulleiters Karl Geffken aus Geversdorf an der Oste. 2. Auflage. VAR-Verlag, 2008, DNB 137225113.
- Die große Arbeit: Worpswede in Leben und Werk Rainer Maria Rilkes. Edition Falkenberg, Rotenburg (Wümme) 2014, ISBN 3-95494-043-4.